# 夜雾命令

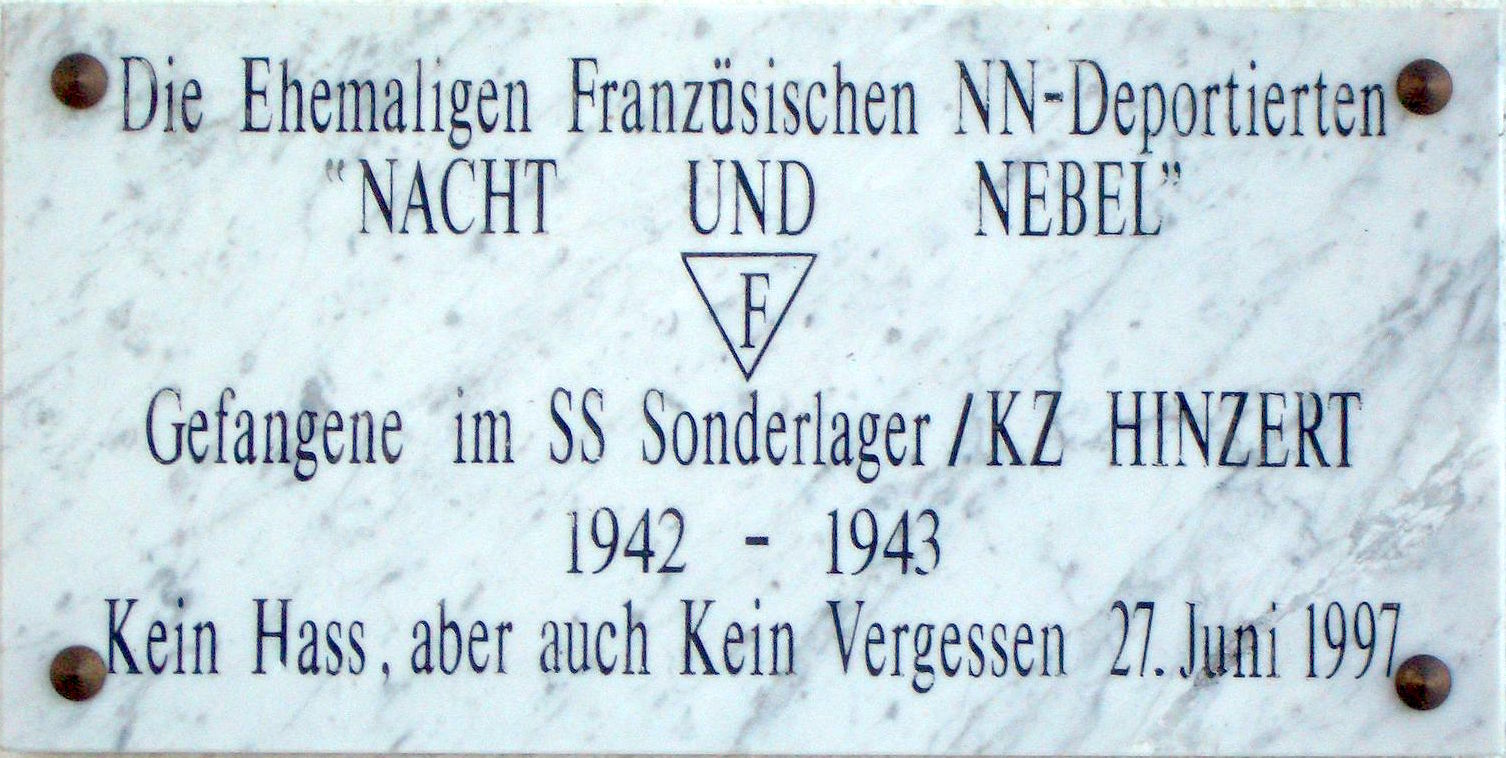
欣策尔特集中营内纪念《夜与雾法令》法國遇害者的铭牌

夜雾命令或夜与雾法令（德語：Nacht und Nebel）是第二次世界大战期间纳粹德国领导人希特勒于1941年12月7日下达的一项命令，该命令主要是秘密拘捕或杀死政治活动家和帮助抵抗运动的人士，而同时受害者家属或其他民众却对他们的去向一无所知。
在大屠杀愈演愈烈之前，纳粹已经开始围捕来自德国和被占领的欧洲的政治犯。大多数早期的囚犯有两种:一种是个人信念(信仰)的囚犯，一种是被纳粹认为需要对纳粹理想进行“再教育”的政治犯，另一种是被占领的西欧的抵抗领袖。
在《夜雾命令》颁布之前，德国士兵对待西欧囚犯的方式与其他国家大致相同:根据《日内瓦公约》等国际协定和程序。然而，希特勒和他的高级幕僚做出了一个关键的决定，不遵守他们认为不必要的规则，在这个过程中，他们放弃了“对敌人的一切骑士精神”，并取消了“对战争的一切传统约束”。